# Team Spirit
Team Spirit är ett svenskt lag inom sporten teamåkning, konståkningens lagsport. Juniorlaget kommer från två olika konståkningsklubbar, Kungsbacka och Mölndal. De har representerat Sverige i juniorvärldsmästerskapen i Rouen i mars 2008, där de kom på en niondeplats. En vecka tidigare tog laget en silvermedalj i svenska mästerskapen i Jönköping.
År 2009 kom Team Spirit igen på en 9:e plats på WCCJ i Neuchâtel, Schweiz, och en andra plats på SM som gick på hemmaplan för Team Spirit, i Kungsbacka. År 2010 tog laget en niondeplats på WCCJ i Frölunda borg, Göteborg, samt ett silver på SM lite tidigare som ägde rum i Stockholm. Även 2011 hamnade laget på en nionde plats under WCCJ, denna gången i Schweiz, Neuchatel. Under SM i Mölndals ishall tog man återigen silver efter att Team Convivium återigen försvarat sin mästerskapstitel. År 2015 representerade Team Spirit (för förstagången) Sverige som "Team Sweden 1" på junior-VM i teamåkning (Junior World Championchips 2015) i Zagreb (Kroatien) och slutande på en sjunde plats. År 2016 tog Team Spirit Sm- Guld för första gången och försvarade även titeln som "Team Sweden 1". 
Team Spirit bildades 1988 i Mölndals Konståkningsklubb, av klubbens nuvarande huvudtränare Eva Sjöström Wiliö. I september 1995 gick teamet samman med ett team från Kungsbacka Konståkningsklubb. Sedan dess har Team Spirit representerat båda konståkningsklubbarna. I november 2006 ingick även Landvetter Konståkningsklubb i Team Spirit, men säsongen 2011/2012 drog de sig ur.